# ومبي
ومبي هي سلسلة مطاعم للوجبات السريعة تأسست في الأصل في الولايات المتحدة.وجدت نجاح دوليًا، خاصة في المملكة المتحدة وجنوب أفريقيا.حالياً يقع المقر الرئيسي للشركة في جوهانسبرغ،جنوب أفريقيا.